# Mammut
Mammut es un género extinto de mamíferos proboscídeos de la familia Mammutidae, una de las familias conocidas comúnmente como mastodontes. Habitaron predominantemente en América del Norte desde su aparición en el Mioceno tardío hasta su extinción al final del Pleistoceno, hace 11 000 años. Se piensa que los mastodontes vivían en manadas, tal como lo hacen los elefantes actuales, pero a diferencia de éstos, los mastodontes eran habitantes de los bosques que subsistían en una dieta mixta de ramoneo y pastoreo, con una preferencia estacional por el ramoneo, en contraste a los elefantes actuales que son principalmente de pastoreo.
El mastodonte americano es la especie más reciente y conocida del género. Se piensa que desaparecieron de América del Norte como parte de una extinción en masa que abarcó a la mayoría de la megafauna del Pleistoceno, ampliamente atribuida al resultado de un rápido cambio climático aunado a la sofisticación de las armas de piedra usadas por los cazadores Clovis, que podría haber causado una gradual reducción de la población del mastodonte.

## Etimología

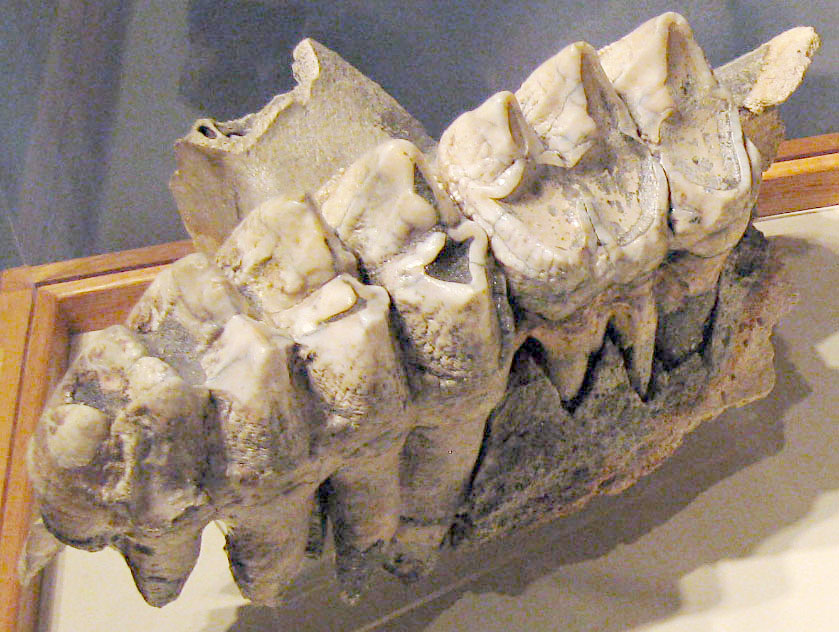
Molares de mastodonte americano en el Museo Estatal de Pensilvania

El nombre común "mastodonte" se deriva de Mastodon (griego: μαστός "mama" y ὀδούς, "diente") y fue asignado al género por el anatomista francés Georges Cuvier debido a las cúspides en forma de cono de sus dientes, que se asemejan a la forma de los senos. Mastodon, visto como un nombre científico, es obsoleto, puesto que el nombre dado por Cuvier no fue el primero, sino Mammut, erigido 18 años antes por Johann Friedrich Blumenbach, y de acuerdo con las normas de la ICZN el nombre más antiguo tiene precedencia, convirtiendo a Mastodon en un sinónimo más moderno. El cambio fue recibido con resistencia y muchos autores en ocasiones aplicaban Mastodon como un nombre informal, popularizando su uso dentro y fuera de los círculos científicos. 
El término común de mastodontes se extendió a otros proboscídeos, usándose tradicionalmente para los que presentan dentición bunodonta y zigodonta de las familias Mammutidae y Gomphotheriidae.

## Descripción

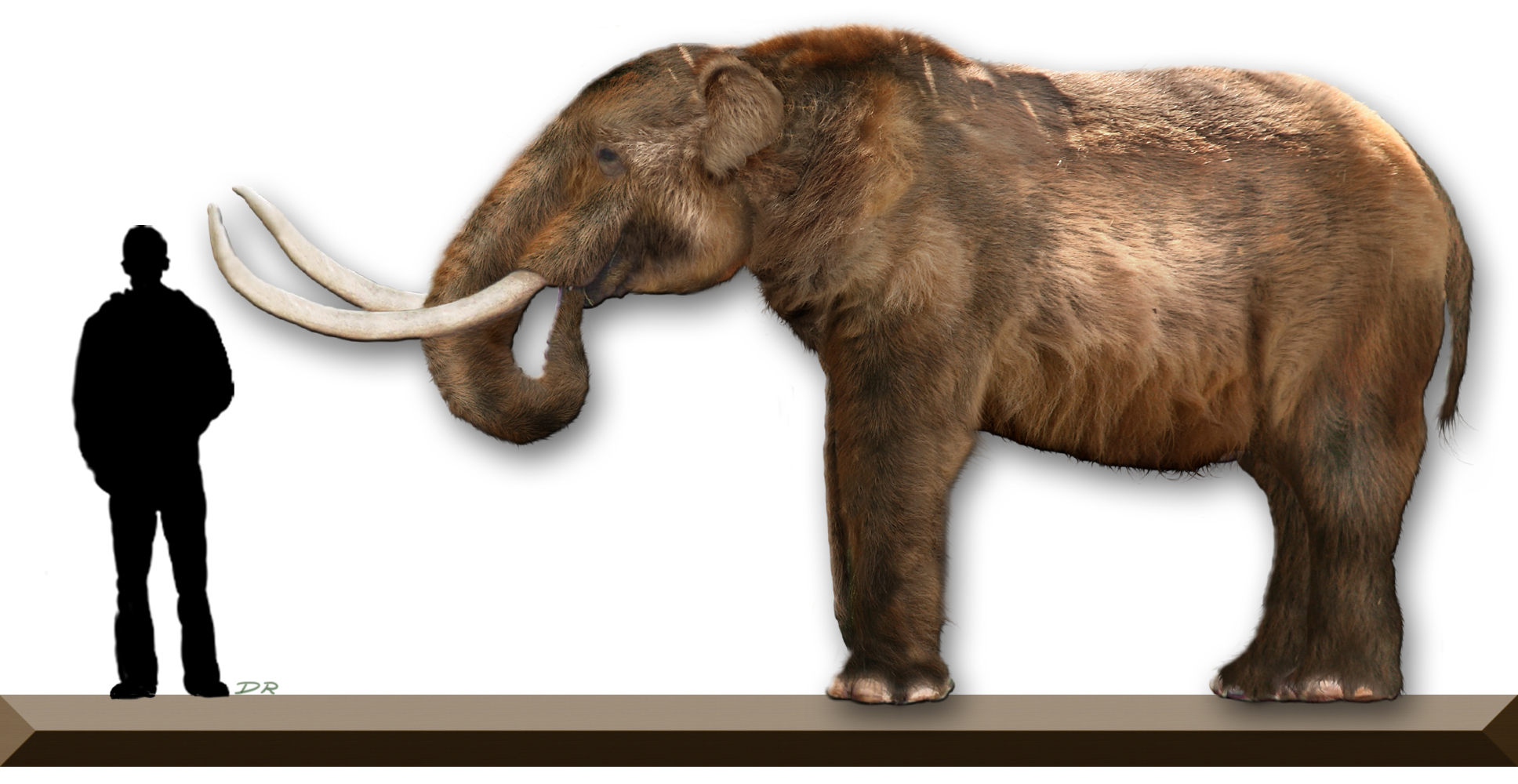
Comparación de tamaño de un mastodonte con un humano.

Los mastodontes eran similares en apariencia a los elefantes y mamuts aunque no estaban cercanamente emparentados. Comparados a los mamuts, estos tenían piernas más cortas, torsos más largos y eran más robustos, algo similar al elefante asiático. El tamaño promedio de la especie M. americanum (mastodonte americano) era de alrededor de 2.3 metros de altura a los hombros, correspondiente con una hembra grande o un macho pequeño, sin embargo, los machos grandes podían llegar hasta los 2.8 metros de altura y pesar tanto como 4.5 toneladas. Al igual que los elefantes actuales, las hembras eran más pequeñas que los machos. Los mastodontes tenían cráneos bajos y alargados con largos colmillos curvados, siendo los de los machos más pesados y con mayor curvatura.
Los mastodontes tenían dientes en forma de cúspide, adaptados para masticar hojas y ramas de los árboles y arbustos, diferentes de los dientes de mamuts y elefantes, que tienen series de placas de esmalte, adaptadas para masticar pastos.

## Descubrimiento

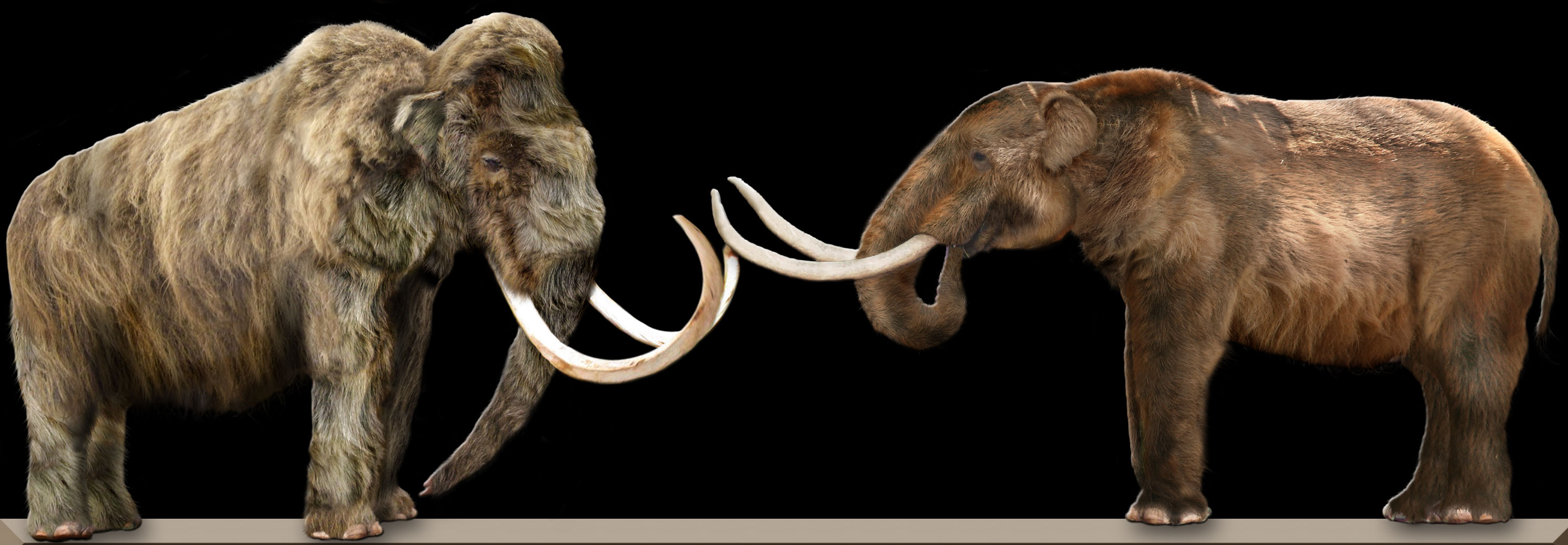
Comparación entre el mamut lanudo y el mastodonte americano.

Los primeros restos del mastodonte fueron encontrados en la villa de Claverack, Nueva York, en 1705: un diente de unos 2 kilogramos de peso que llegó a ser conocido como el "incognitum". Un tiempo después, restos similares fueron encontrados en Carolina del Sur, que de acuerdo a los esclavos, eran parecidos a los del elefante africano, pronto siguieron el descubrimiento de huesos completos y colmillos en Ohio y la gente empezó a llamarle "mamut" como aquellos que estaban siendo excavados en Siberia. Los anatomistas notaron que los dientes de los mamuts y los elefantes eran diferentes a aquellos del "incognitum", que poseía filas de grandes cúspides cónicas, indicando que estaban tratando con una especie distinta.

## Clasificación y especies

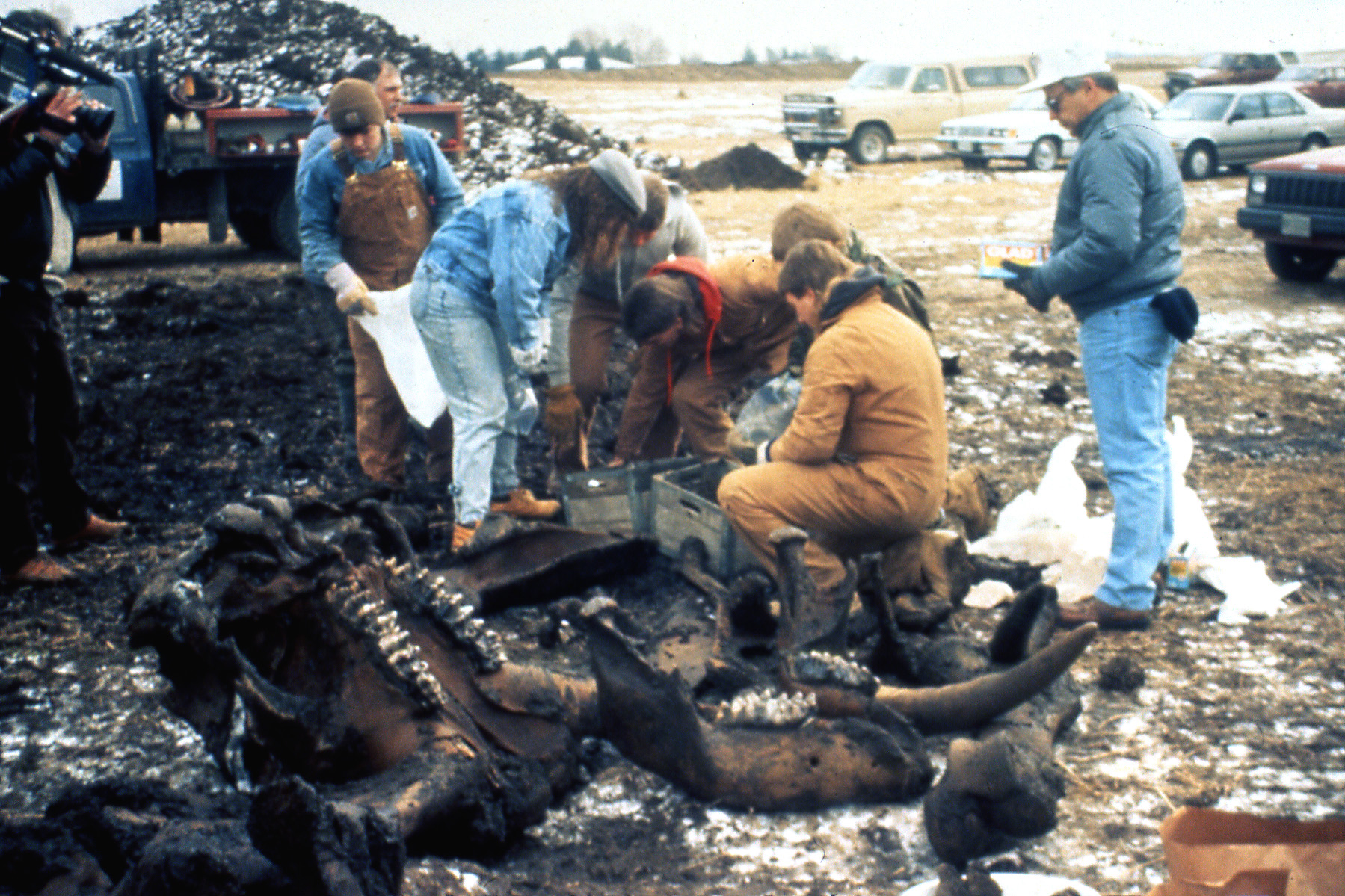
Excavación de un mastodonte en un campo de golf de 1989.

Mammut es un género perteneciente a la extinta familia Mammutidae, emparentados con la familia Elephantidae (mamuts y elefantes) de la cual divergieron hace aproximadamente 27 millones de años. A lo largo del tiempo, fósiles de sitios en Norteamérica, África y Asia han sido atribuidos a Mammut pero solo los provenientes de Norteamérica han sido descritos y nombrados, uno de ellos, M. furlongi, cuyos restos fueron encontrados en la Formación Juntura en Oregón, Estados Unidos, data del Mioceno tardío, sin embargo, actualmente ya no se considera una especie válida. Las cuatro especies actualmente aceptadas son las siguientes:
- M. matthewi: sus restos fueron encontrados en la Formación Snake Creek en Nebraska, Estados Unidos, datan del periodo Hemfiliano tardío. Algunos autores lo consideran prácticamente indiscernible de M. americanum.[14]

- M. raki: nombrado en homenaje de Joseph Rak, quien descubrió sus restos cerca de la ciudad de Truth or Consequences, Nuevo México, en la Formación Palomas. Data de mediados del Plioceno temprano, entre 4.5-3.6 millones de años atrás.[15] Coexistió con Equus simplicidens y Gigantocamelus y difiere de M. americanum por tener un molar relativamente más largo y estrecho,[14] similar a la descripción del género ahora invalidado Pliomastodon, lo cual soporta su clasificación como una especie primitiva de Mammut.[16] Sin embargo, como es el caso con M. matthewi, algunos autores no lo consideran suficientemente distinto de M. americanum para justificar su designación como una especie distinta.

- M. cosoensis: Sus restos fueron encontrados en la Formación Coso en California, Estados Unidos, datan del Plioceno tardío, fue originalmente descrita como una especie de Pliomastodon[17] pero fue asignada a Mammut cuando ambos géneros fueron sinonimizados.[18]

- M. americanum: el mastodonte americano, la más conocida y última de las especies de Mammut, sus restos más antiguos datan de mediados del Plioceno temprano. Tuvo una distribución continental, especialmente durante la época del Pleistoceno,[14] sus fósiles han sido encontrados desde Alaska, Estados Unidos hasta Honduras y de costa a costa de América del Norte.[19] El mastodonte americano semejaba al mamut lanudo en apariencia, con una capa gruesa de lana.[20] Sus colmillos en ocasiones excedían los 5 metros de largo, se curvaban hacia arriba, pero no tanto como los de los mamuts lanudos.[21] Su hábitat principal eran los fríos bosques de piceas y se cree que vivían en manadas.[20] Se extinguió al final del Pleistoceno hace aproximadamente 11,000 años.

- M. pacificus: con base en un análisis publicado en 2019, los especímenes del Pleistoceno de los estados de California y el sur de Idaho han sido transferidos de M. americanum a esta nueva especie. Se diferencia de la población oriental al tener molares más estrechos, seis vértebras en el hueso sacro en lugar de cinco, un fémur más grueso, y nunca poseía incisivos inferiores en alguna etapa de su vida.[22]

## Paleobiología

### Vida social

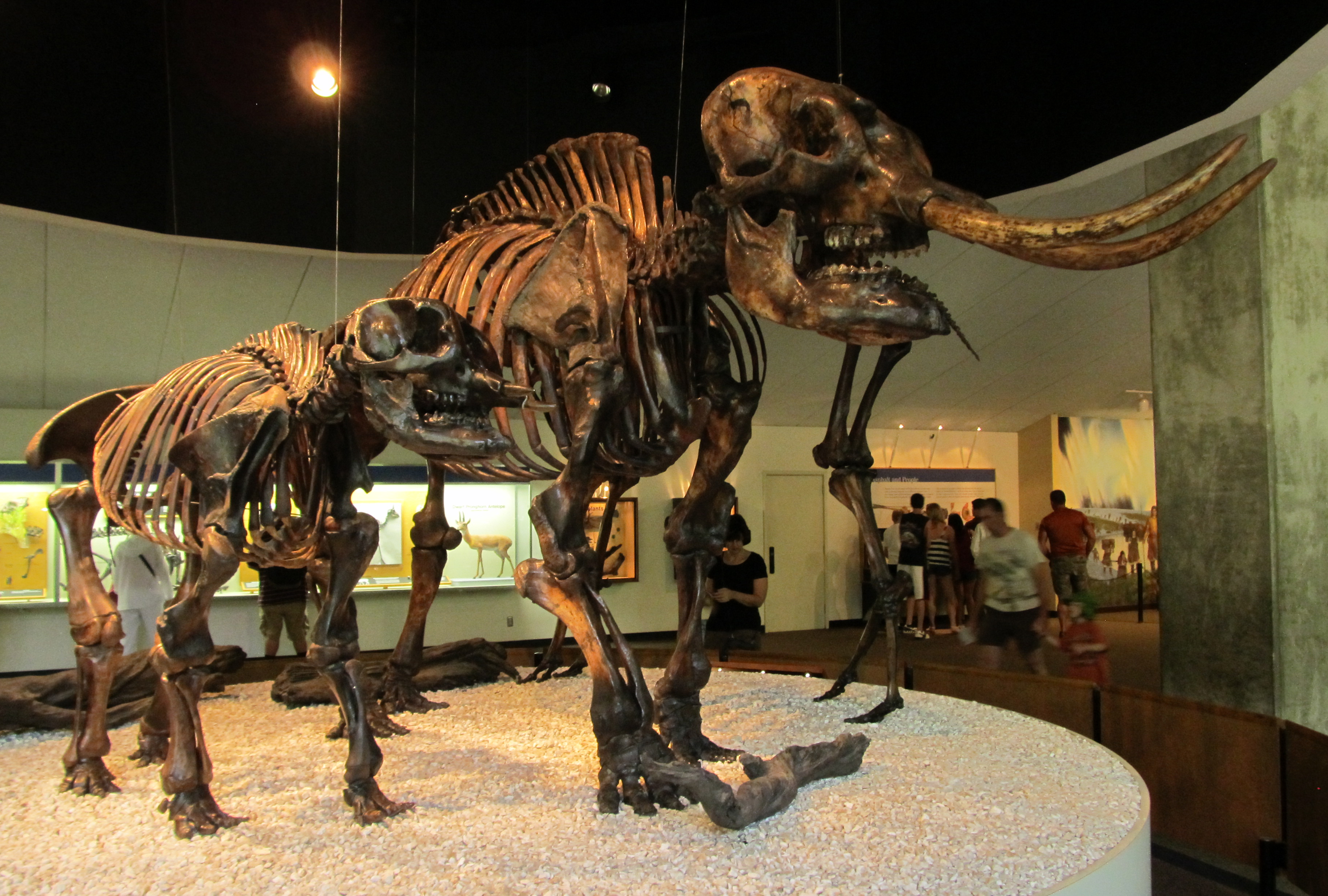
Hembra y cría de mastodonte americano en el Museo George Page.

Basados en las características de sitios óseos se puede inferir que, como en los proboscídeos actuales, los grupos sociales de los mastodontes consistían de hembras adultas, crías y jóvenes, viviendo en grupos limitados llamados manadas mixtas. Los machos abandonaban la manada una vez que alcanzaban la madurez sexual y vivían solos o en grupos exclusivos de machos. Contrario a los elefantes actuales, la evidencia sugiere que no poseían una temporada de apareamiento, tanto hembras como machos se buscaban los unos a los otros cuando estaban sexualmente activos.

### Distribución y hábitat

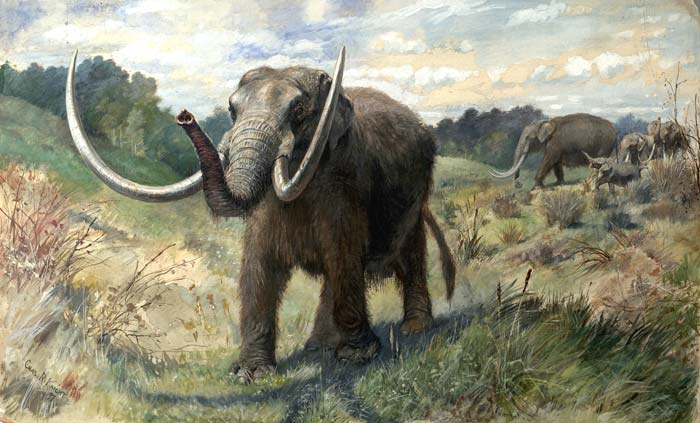
Restauración de una manada en su hábitat por Charles R. Knight.

La distribución de la mayoría de las especies de Mammut es desconocida, debido a que sus ocurrencias están restringidas a pocas localidades, siendo la excepción a esto el mastodonte americano (M. americanum), el cual tuvo la más amplia distribución de los proboscídeos norteamericanos, sus restos han sido encontrados en depósitos que datan desde mediados del Plioceno hasta el final del Pleistoceno y en localidades abarcando todo el continente norteamericano, desde Alaska, Estados Unidos hasta Puebla, México, también existen reportes aislados de restos en Honduras, probablemente como resultado de la máxima expansión alcanzada por el mastodonte americano durante el Pleistoceno tardío. Existe amplia evidencia de que los miembros del género Mammut eran habitantes de bosques principalmente, alimentándose de vegetación silvestre. Los mastodontes no se dispersaron hacia América del Sur, se especula que esto fue debido a alguna especialización en algún tipo particular de vegetación.

### Dieta
Los mastodontes han sido caracterizados como animales predominantemente de pastoreo, la mayoría de los reportes de contenido intestinal han identificado ramas de coníferas como el elemento predominante en sus dietas, en otros reportes, sin embargo, no se han encontrado contenidos de coníferas, sugiriendo en su lugar una alimentación selectiva de vegetación herbácea baja, lo cual implica una dieta mixta de ramoneo y pastoreo, lo cual es respaldado por estudios de la química isotópica de sus huesos, mostrando además una preferencia estacional por el ramoneo.

## Extinción

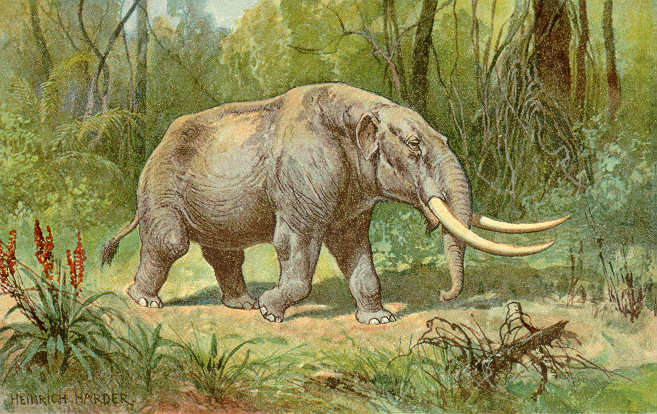
Un mastodonte en su antiguo hábitat por Heinrich Harder.

Generalmente se reporta que los mastodontes desaparecieron de América del Norte aproximadamente hace 12 700 años, como parte de una extinción en masa de la mayoría de la megafauna del Pleistoceno, ampliamente considerada como resultado de un rápido cambio climático así como también el incremento en la sofisticación de las armas de piedra de los cazadores Clovis. Estos paleoindios llegaron al continente americano hace 13 000 años, su población alcanzó grandes números de manera relativamente rápida y su cacería podría haber causado una gradual reducción de la población de mastodontes. Análisis de los colmillos de mastodontes de la región de los Grandes Lagos en Norteamérica abarcando varios miles de años antes de su extinción en el área, muestran una tendencia a la disminución de la edad de maduración; esto es lo contrario a lo que se esperaría si estuvieran experimentando estrés por un ambiente no favorable, pero es consistente con la reducción de competencia intraespecífica que resultaría de una población siendo reducida por la cacería humana.